# Cornelia Scipio
Cornelia Scipio (54 př. n. l. – 16 př. n. l.) se narodila jako dcera Scribonie a jejího druhého manžela Publia Cornelia Scipia. Provdala se za konzula Lucia Aemilia Lepida Paulla, s nímž měla tři děti. Jejich nejstarší syn Lucius Aemilius Paullus, narozený v roce 37 př. n. l., se oženil se svou sestřenicí Julií Minor, dcerou Julie starší, a jejich druhý syn Marcus Aemilius Lepidus se stal v roce 6 konzulem. Cornelia měla také dceru.
Cornelia byla sestrou konzula Publia Cornelia Scipia a polorodou sestrou Julie starší. Cornelia zemřela v roce bratrova konzulátu. Císaře Augusta její smrt velice zarmoutila. Básník Propertius napsal na Corneliin pohřeb žalozpěv, v němž vychvaloval její počestnost a rodinu, včetně Scipia a Scribonie.